# خوان زاراته
خوان زاراته (انگلیسی: Juan Zárate؛ زادهٔ ۹ نوامبر ۱۹۸۹) بازیکن فوتبال اهل آرژانتین است.
از باشگاه‌هایی که در آن بازی کرده‌است می‌توان به باشگاه ورزشی آئوداکس ایتالیانو اشاره کرد.